# يوجينة ليون
يوجينة ليون (بالإسبانية: Eugenia León)‏ هي مغنية مكسيكية، ولدت في 7 يونيو 1956.

## وصلات خارجية
- يوجينة ليون على موقع IMDb (الإنجليزية)
- يوجينة ليون على موقع ميوزك برينز (الإنجليزية)
- يوجينة ليون على موقع أول ميوزيك (الإنجليزية)
- يوجينة ليون على موقع ديسكوغز (الإنجليزية)
- يوجينة ليون على موقع قاعدة بيانات الفيلم (الإنجليزية)